# Laguna San Pedro
A  Laguna San Pedro  é um lago localizado na Guatemala. Localiza-se no departamento de Jalapa, Município de Santa Catarina Mita.